# Tharsander
Tharsander ist das Pseudonym des evangelischen Pfarrers Georg Wilhelm Wegner (* 5. September 1692 in Oranienburg, Kurbrandenburg; † 16. August 1765 in Germendorf, Brandenburg-Preußen). Er ist sicher nicht der ersten Garde der Aufklärer zuzurechnen, doch als unermüdlicher Leser und Kommentator der großen Geister seiner Zeit (Seine private Bibliothek umfasst über 1000 Bände, darunter auch Werke von Christian Wolff und Leibniz) hinterlässt er in seinen eigenen Werken viel Bemerkens- und Erinnernswertes.
So setzt er sich beispielsweise unter dem Titel „Die Vampyren und schmatzende Todten“ mit dem Aberglauben und insbesondere mit dem Vampirismus auseinander. Zu diesem Behuf finden sich in seiner Bibliothek verschiedene Titel, die sich damit befassen.
Ein großer Teil seiner Bibliothek ist noch erhalten und zugänglich. Informationen darüber gibt es im Museum der St.-Nikolai-Gemeinde in Berlin-Spandau. Zur Erinnerung ist seit 1972 der Tharsanderweg am Grimnitzsee in Berlin-Wilhelmstadt nach ihm benannt.

## Werke
- Das verwirrete und wieder beruhigte Reich der Todten. Hrsg. von Martin A. Völker. Wehrhahn Verlag, Laatzen 2004, ISBN 3-86525-008-4.
- Philosophische Abhandlung von Gespenstern [1747]. Hrsg. von Martin A. Völker. Wehrhahn Verlag, Hannover-Laatzen 2006, ISBN 3-86525-022-X.
- Adeptus ineptus. Oder Entdeckung der falsch berühmten Kunst Alchimie genannt. Haude, Berlin 1744 (Online).
- Schau-Platz Vieler Ungereimten Meynungen und Erzehlungen (3 Bände). Haude, Berlin und Leipzig 1735–42. Online: Erster Band (1. bis 8. Stück), Zweyter Band (9. bis 16. Stück), Dritter Band (17. bis 24. Stück).
- Uranophilo (= Johann Justus Ebeling): Allgemeiner sehr curieuser und immerwährender Hauß- und Reise-Calender. Hrsg. von Tharsander. Haude, Berlin 1733 (3. verm. Aufl. Haude & Spener, Berlin 1751).